# Popis hrvatskih veleposlanika u Rumunjskoj
Republika Hrvatska i Rumunjska održavaju diplomatske odnose od 29. kolovoza 1992. Sjedište veleposlanstva je u Bukureštu.

## Veleposlanici
Veleposlanstvo Republike Hrvatske u Rumunjskoj osnovano je odlukom predsjednika Republike od 10. prosinca 1992.
| Veleposlanik              | Postavljenje        | Opoziv              | Sjedište |
| ------------------------- | ------------------- | ------------------- | -------- |
| Nikola Debelić            | 23. prosinca 1993.  |                     | Bukurešt |
| Niko Bezmalinović         | 24. srpnja 1996.    | 31. listopada 2000. | Bukurešt |
| Željko Kuprešak           | 19. listopada 2001. | 28. veljače 2006.   | Bukurešt |
| Ivica Maštruko            | 1. ožujka 2006.     | 30. studenoga 2009. | Bukurešt |
| Andrea Gustović Ercegovac | 14. veljače 2011.   | 31. srpnja 2015.    | Bukurešt |
| Davor Vidiš               | 15. rujna 2015.     |                     | Bukurešt |

## Vanjske poveznice
- Rumunjska na stranici MVEP-a